# Hongtuliang
Hongtuliang (kinesiska: 红土梁镇, 红土梁) är en köping i Kina. Den ligger i provinsen Hebei, i den norra delen av landet, omkring 220 kilometer nordväst om huvudstaden Peking. Antalet invånare är 8 527. Befolkningen består av 4 192 kvinnor och 4 335 män. Barn under 15 år utgör 13,0 %, vuxna 15-64 år 72 %, och äldre över 65 år 14,0 %.
Genomsnittlig årsnederbörd är 588 millimeter. Den regnigaste månaden är juli, med i genomsnitt 146 mm nederbörd, och den torraste är december, med 3 mm nederbörd.